# Angraecum filicornu
Angraecum filicornu är en orkidéart som beskrevs av Louis Marie Aubert Du Petit-Thouars. Angraecum filicornu ingår i släktet Angraecum och familjen orkidéer. Inga underarter finns listade i Catalogue of Life.